# 위 문후

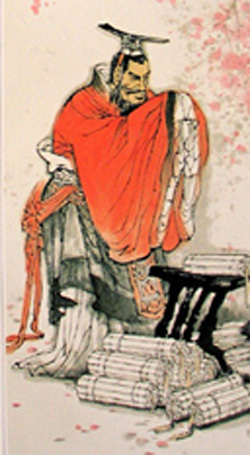

위 문후(魏 文侯, ? ~ 기원전 396년)는 중국 전국시대 위나라(魏)의 초대 제후(재위 : 기원전 445년 ~ 기원전 396년)이다. 성은 희(姬). 씨는 위(魏). 이름은 '사(斯' - 사기史記). 또는 '도(都)'이다. 이회(李悝)· 오기(吳起)· 악양(樂羊)· 서문 표(西門 豹) 등 인재를 등용하였고, 위나라를 전국시대 최초로 패국으로 만들었다.

## 생애
위 환자 위구(魏桓子 魏駒)의 아들이다. 자녀는 위 무후 위격(魏武侯 魏撃)과 재상(宰相)의 공숙부인(公叔夫人) 등이 있다.
위씨의 본성은 희성(姫姓)이며, 그의 먼 조상이 필(畢)이라는 땅에 책봉된 주 문왕(周文王)의 서자인 필공 고(畢公 高)이다. 필나라가 언제 멸망했는지 모르지만, 필공 고의 후손으로 알려진 필만(畢萬)이 진 헌공(晉 獻公)의 신하가 되었고, 성을 위씨로 바꾸었다. 필만의 손자인 위 무자 위주(魏武子 魏犨)가 등장하였고, 진 문공의 방랑 생활을 같이 하여 대부가 되었다.
위 문후의 아버지인 위 환자의 시대에 진나라(晉)의 유력 가문인 지씨(知氏)를 멸망시켰고, 위씨 · 조씨(趙氏) · 한씨(韓氏)가 진나라를 분할하여 통치를 했지만, 명목상으로 아직 진나라의 신하라고 칭하였다. 그러나 기원전 403년, 위 문후는 조씨, 한씨와 함께 주 위열왕으로부터 정식으로 제후에 책봉되었다.
위 문후는 공자의 제자인 자하와 재전 제자인 전자방, 단간목 등의 현인에게서 배움을 청했다. 이 때문에 사마천은 《사기》에서 그를 “학문을 좋아하는 군주”라고 칭찬했다. 이회(李悝)를 재상으로 임명하여, 업적이 있는 자에게 벼슬과 녹봉을 주고, 상과 벌을 정확하게 시행하는 법가적 개혁을 단행했다. 오기를 기용해서 진나라를 공격하여 하서(河西)를 빼앗았으며, 악양을 장수로 삼아서 중산국을 멸망시키고 그 땅을 차지했다. 서문표를 등용해서 업 지역을 잘 다스리게 했다.
이런 개혁의 결과 전국시대 초기에 위나라는 패권 국가가 되었다. 그를 이은 위 무후는 전쟁을 알삼았고, 무후의 아들 양혜왕은 잇따른 실패로 위나라를 약체국으로 전락시켰다. 위나라의 전성기를 이끈 사람은 문후이다. 그의 패업은 삼대를 가지 못 했다.
| 전 임 위 환자 (위씨종주) | 제1대 중국 전국시대 위나라의 군주 기원전 445년 ~ 기원전 396년 | 후 임 위 무후 |